# 藤阪駅
藤阪駅（ふじさかえき）は、大阪府枚方市藤阪南町二丁目にある、西日本旅客鉄道（JR西日本）片町線（学研都市線）の駅である。駅番号はJR-H28。

## 歴史
当初、長尾駅と津田駅の間の区間に駅は無かったが、両駅中間の住宅地区より要望が高かったため、1979年に長尾駅 - 四條畷駅間が複線化されるのに合わせて設置された。そのため、長尾駅 - 藤阪駅、藤阪駅 - 津田駅のそれぞれの区間は他の区間より短いものとなっている。駅の建設費用とその他駅前広場・関連道路の整備費用は全額地元（枚方市）負担で建設され、建設費用2億円のうち1億円は、地元藤阪地区の共有地であるため池を売却して賄われた。

### 年表
- 1979年（昭和54年）10月1日：日本国有鉄道の駅として開業[1]。
- 1987年（昭和62年）4月1日：国鉄分割民営化により西日本旅客鉄道（JR西日本）の駅となる[1]。
- 1988年（昭和63年）3月13日：路線愛称の制定により、「学研都市線」の愛称を使用開始。
- 1997年（平成9年）3月8日：Jスルーを導入[3]。
- 2003年（平成15年）11月1日：ICカード「ICOCA」の利用が可能となる。
- 2011年（平成23年）3月8日：JR宝塚・JR東西・学研都市線運行管理システム導入。接近メロディ導入。
- 2015年（平成27年）
  - 3月8日：みどりの窓口の営業を終了。
  - 3月9日：みどりの券売機プラスが稼働。
- 2018年（平成30年）3月17日：駅ナンバリングが導入され、使用を開始。
- 2025年（令和7年）7月1日：終日インターホンによる遠隔対応に変更[4]。

## 駅構造
島式ホーム1面2線を持つ高架駅。8両編成に対応している。道路と直交する部分が高架となっており、駅舎はホームの下にある。分岐器や絶対信号機を持たないため、停留所に分類される。改札口は1ヶ所のみ。
当駅の管理は四条畷駅（被管理の巡回駅）が行っている。ICOCA利用可能駅（相互利用可能ICカードはICOCAの項を参照）。改札機・券売機・精算機付近にはインターホンがあり、コールセンターのオペレーターが対応し各種機器を遠隔制御している。

### のりば
| のりば | 路線       | 方向 | 行先               |
| ------ | ---------- | ---- | ------------------ |
| 1      | 学研都市線 | 上り | 同志社前・木津方面 |
| 2      | 学研都市線 | 下り | 四条畷・京橋方面   |

- 上表の路線名は旅客案内上の名称（愛称）で表記している。

## 利用状況
2023年（令和5年）度の一日平均乗車人員は2,957人である。学研都市線の大阪府内の駅では最少。
各年度の1日の平均乗車人員は以下の通りである。
| 年度               | 1日平均 乗車人員 | 出典          | 出典          |
| 年度               | 1日平均 乗車人員 | 大阪府        | 枚方市        |
| ------------------ | ---------------- | ------------- | ------------- |
| 1988年（昭和63年） | 2,065            | [ 大阪府 1 ]  |               |
| 1989年（平成元年） | 2,120            | [ 大阪府 1 ]  |               |
| 1990年（平成02年） | 2,347            | [ 大阪府 2 ]  |               |
| 1991年（平成03年） | 2,559            | [ 大阪府 3 ]  |               |
| 1992年（平成04年） | 2,775            | [ 大阪府 4 ]  |               |
| 1993年（平成05年） | 2,919            | [ 大阪府 5 ]  |               |
| 1994年（平成06年） | 3,032            | [ 大阪府 6 ]  |               |
| 1995年（平成07年） | 3,077            | [ 大阪府 7 ]  |               |
| 1996年（平成08年） | 3,146            | [ 大阪府 8 ]  |               |
| 1997年（平成09年） | 3,006            | [ 大阪府 9 ]  |               |
| 1998年（平成10年） | 2,806            | [ 大阪府 10 ] |               |
| 1999年（平成11年） | 2,731            | [ 大阪府 11 ] |               |
| 2000年（平成12年） | 2,709            | [ 大阪府 12 ] |               |
| 2001年（平成13年） | 2,810            | [ 大阪府 13 ] | [ 枚方市 1 ]  |
| 2002年（平成14年） | 2,896            | [ 大阪府 14 ] | [ 枚方市 1 ]  |
| 2003年（平成15年） | 2,958            | [ 大阪府 15 ] | [ 枚方市 1 ]  |
| 2004年（平成16年） | 3,045            | [ 大阪府 16 ] | [ 枚方市 1 ]  |
| 2005年（平成17年） | 2,999            | [ 大阪府 17 ] | [ 枚方市 1 ]  |
| 2006年（平成18年） | 3,075            | [ 大阪府 18 ] | [ 枚方市 1 ]  |
| 2007年（平成19年） | 3,149            | [ 大阪府 19 ] | [ 枚方市 2 ]  |
| 2008年（平成20年） | 3,194            | [ 大阪府 20 ] | [ 枚方市 3 ]  |
| 2009年（平成21年） | 3,147            | [ 大阪府 21 ] | [ 枚方市 4 ]  |
| 2010年（平成22年） | 3,167            | [ 大阪府 22 ] | [ 枚方市 5 ]  |
| 2011年（平成23年） | 3,171            | [ 大阪府 23 ] | [ 枚方市 6 ]  |
| 2012年（平成24年） | 3,204            | [ 大阪府 24 ] | [ 枚方市 7 ]  |
| 2013年（平成25年） | 3,291            | [ 大阪府 25 ] | [ 枚方市 8 ]  |
| 2014年（平成26年） | 3,231            | [ 大阪府 26 ] | [ 枚方市 9 ]  |
| 2015年（平成27年） | 3,322            | [ 大阪府 27 ] | [ 枚方市 10 ] |
| 2016年（平成28年） | 3,301            | [ 大阪府 28 ] | [ 枚方市 11 ] |
| 2017年（平成29年） | 3,255            | [ 大阪府 29 ] | [ 枚方市 12 ] |
| 2018年（平成30年） | 3,214            | [ 大阪府 30 ] | [ 枚方市 13 ] |
| 2019年（令和元年） | 3,216            | [ 大阪府 31 ] | [ 枚方市 14 ] |
| 2020年（令和02年） | 2,654            | [ 大阪府 32 ] | [ 枚方市 15 ] |
| 2021年（令和03年） | 2,720            | [ 大阪府 33 ] | [ 枚方市 16 ] |
| 2022年（令和04年） | 2,908            | [ 大阪府 34 ] | [ 枚方市 17 ] |
| 2023年（令和05年） | 2,957            | [ 大阪府 35 ] |               |

## 駅周辺
- 国道307号
- 大阪府道736号
- 大阪府道804号
- 穂谷川
- 枚方市役所津田支所
- 枚方市立津田図書館
- 枚方市立図書館 藤阪分室
- 枚方市津田公民館
- 枚方寝屋川消防組合寝屋川消防署
- 枚方東郵便局
- 枚方津田高校
- 津田中学校
- 藤阪小学校
- 王仁公園
  - プール
  - テニスコート
  - バレーコート
  - 運動広場
  - 芝生広場
  - ビオトープ
- 藤阪菅原神社
- 惣喜池
- 山田池公園
- 京セラドキュメントソリューションズ
- 第二京阪道路枚方東IC

### バス路線
駅前に「藤阪駅」停留所があり、京阪バス枚方尊延寺線（枚方営業所担当）が停車する。
- 北行
  - 63・64号経路：長尾駅
- 南行
  - 63・64号経路：枚方市駅南口

## 隣の駅
西日本旅客鉄道（JR西日本）
 学研都市線（片町線）
■快速
通過
■区間快速・■普通
長尾駅 (JR-H27) - 藤阪駅 (JR-H28) - 津田駅 (JR-H29)

### 記事本文

### 利用状況の出典
1. ↑  大阪府統計年鑑 - 大阪府
2. ↑  枚方市統計書 - 枚方市

大阪府統計年鑑
1. 1 2  大阪府統計年鑑（平成2年） (PDF)
2. ↑  大阪府統計年鑑（平成3年） (PDF)
3. ↑  大阪府統計年鑑（平成4年） (PDF)
4. ↑  大阪府統計年鑑（平成5年） (PDF)
5. ↑  大阪府統計年鑑（平成6年） (PDF)
6. ↑  大阪府統計年鑑（平成7年） (PDF)
7. ↑  大阪府統計年鑑（平成8年） (PDF)
8. ↑  大阪府統計年鑑（平成9年） (PDF)
9. ↑  大阪府統計年鑑（平成10年） (PDF)
10. ↑  大阪府統計年鑑（平成11年） (PDF)
11. ↑  大阪府統計年鑑（平成12年） (PDF)
12. ↑  大阪府統計年鑑（平成13年） (PDF)
13. ↑  大阪府統計年鑑（平成14年） (PDF)
14. ↑  大阪府統計年鑑（平成15年） (PDF)
15. ↑  大阪府統計年鑑（平成16年） (PDF)
16. ↑  大阪府統計年鑑（平成17年） (PDF)
17. ↑  大阪府統計年鑑（平成18年） (PDF)
18. ↑  大阪府統計年鑑（平成19年） (PDF)
19. ↑  大阪府統計年鑑（平成20年） (PDF)
20. ↑  大阪府統計年鑑（平成21年） (PDF)
21. ↑  大阪府統計年鑑（平成22年） (PDF)
22. ↑  大阪府統計年鑑（平成23年） (PDF)
23. ↑  大阪府統計年鑑（平成24年） (PDF)
24. ↑  大阪府統計年鑑（平成25年） (PDF)
25. ↑  大阪府統計年鑑（平成26年） (PDF)
26. ↑  大阪府統計年鑑（平成27年） (PDF)
27. ↑  大阪府統計年鑑（平成28年） (PDF)
28. ↑  大阪府統計年鑑（平成29年） (PDF)
29. ↑  大阪府統計年鑑（平成30年） (PDF)
30. ↑  大阪府統計年鑑（令和元年） (PDF)
31. ↑  大阪府統計年鑑（令和2年） (PDF)
32. ↑  大阪府統計年鑑（令和3年） (PDF)
33. ↑  大阪府統計年鑑（令和4年） (PDF)
34. ↑  大阪府統計年鑑（令和5年） (PDF)
35. ↑  大阪府統計年鑑（令和6年） (PDF)

枚方市統計書
1. 1 2 3 4 5 6  第37回枚方市統計書（平成19年版） 09-3.JR片町線（学研都市線）各駅の乗車人員 (PDF)  - 枚方市
2. ↑  第38回枚方市統計書（平成20年版） 09-3.JR片町線（学研都市線）各駅の乗車人員 (PDF)  - 枚方市
3. ↑  第39回枚方市統計書（平成21年版） 09-3.JR片町線（学研都市線）各駅の乗車人員 (PDF)  - 枚方市
4. ↑  第40回枚方市統計書（平成22年版） 09-3.JR片町線（学研都市線）各駅の乗車人員 (PDF)  - 枚方市
5. ↑  第41回枚方市統計書（平成23年版） 09-3.JR片町線（学研都市線）各駅の乗車人員 (PDF)  - 枚方市
6. ↑  第42回枚方市統計書（平成24年版） 09-3.JR片町線（学研都市線）各駅の乗車人員 (PDF)  - 枚方市
7. ↑  第43回枚方市統計書（平成25年版） 09-3.JR片町線（学研都市線）各駅の乗車人員 (PDF)  - 枚方市
8. ↑  第44回枚方市統計書（平成26年版） 09-3.JR片町線（学研都市線）各駅の乗車人員 (PDF)  - 枚方市
9. ↑  第45回枚方市統計書（平成27年版） 09-3.JR片町線（学研都市線）各駅の乗車人員 (PDF)  - 枚方市
10. ↑  第46回枚方市統計書（平成28年版） 09-3.JR片町線（学研都市線）各駅の乗車人員 (PDF)  - 枚方市
11. ↑  第47回枚方市統計書（平成29年版） 09-3.JR片町線（学研都市線）各駅の乗車人員 (PDF)  - 枚方市
12. ↑  第48回枚方市統計書（平成30年版） 09-3.JR片町線（学研都市線）各駅の乗車人員 (PDF)  - 枚方市
13. ↑  第49回枚方市統計書（令和元年版） 09-3.JR片町線（学研都市線）各駅の乗車人員 (PDF)  - 枚方市
14. ↑  第50回枚方市統計書（令和2年版） 09-3.JR片町線（学研都市線）各駅の乗車人員 (PDF)  - 枚方市
15. ↑  第51回枚方市統計書（令和3年版） 09-3.JR片町線（学研都市線）各駅の乗車人員 (PDF)  - 枚方市
16. ↑  第52回枚方市統計書（令和4年版） 09-3.JR片町線（学研都市線）各駅の乗車人員 (PDF)  - 枚方市
17. ↑  第53回枚方市統計書（令和5年版） 09-3.JR片町線（学研都市線）各駅の乗車人員 (PDF)  - 枚方市